# Блок Бранко Момиров
Блок Бранко Момиров је један од стамбених блокова у београдском насељу Крњача, које се налази на територији општине Палилула.
Блок Бранко Момиров се налази западно од Панчевачког моста. Зрењанински пут чини његову источну границу, одвајајући га од блокова Браћа Марић и Грга Андријановић. На северу се граничи са Партизанским блоком, док се на југозападу простире до викенд насеља Мика Алас. Јужна граница насеља је насип на Дунаву. Насеље је готово потпуно стамбено и у њему се налази велики расадник „Рева 2“.